# Schloh (Laberweinting)
Schloh ist ein Ortsteil der Gemeinde Laberweinting, Gemarkung Haader im niederbayerischen Landkreis Straubing-Bogen.

## Lage
Der Einödhof Schloh liegt etwa 400 Meter südöstlich von Franken, sieben Kilometer südöstlich von Laberweinting am Waldrand.

## Region Schloh
Schloh besteht im Wesentlichen aus einem Vierseithof mit umliegenden Feldern, Wiesen und Weideland. Der Hof ist auf drei Seiten von Wäldern umgeben.